# 杜祥琬
杜祥琬（1938年4月29日—），男，原籍河南开封，生于河南镇平，中国应用物理和核物理学家，中国工程院院士。他儿子是企业家毛大庆。

## 生平
先在北京大学数学力学系学习，1964年毕业于苏联莫斯科工程物理学院理论核物理专业，1997年当选中国工程院能源与矿业工程学部院士。2001年6月，中国科学技术协会第六次全国代表大会召开，并选举其出任第六届全国委员会常务委员。2002年当选中国工程院副院长。2006年当选俄罗斯工程院外籍院士。

## 头衔
- 2001年担任863计划先进防御技术领域专家委员会主任
- 中国工程物理研究院研究员
- 国家能源咨询专家委员会副主任[4]
- 第5届中国物理学会副理事长。